# Гаазе, Фёдор Богданович
Фёдор Богданович (Фердинанд) Гаазе (Хаазе) (нем. Ferdinand Haase; 1788—1851) — русский и немецкий дирижёр, композитор и музыкант.

## Биография
Фердинанд Гаазе родился 2 августа 1788 года[по какому календарю?] в Силезии.
В молодости, увлеченный славой Наполеона І, он вступил волонтёром во французскую армию и в 1810—1812 годах находился на службе в Булони, а в 1812 году участвовал в походе в Россию. В сражении под Красным Гаазе был взят в плен русскими казаками, которые подобрали его полузамерзшим во рву.
В плену Гаазе удалось обратить внимание цесаревича Константина Павловича на свои музыкальные способности. Гаазе согласно желанию цесаревича поселился у него в Стрельне, где усердно занимался музыкой и принимал близкое участие в устройстве домашних концертов. В 1816 году вместе с великим князем отправился в Варшаву, где был назначен капельмейстером стоявших там русских войск. В Варшаве Гаазе познакомился с Гуммелем и молодым Шопеном.
В 1830 году, во время польского восстания, Гаазе переселился на постоянное жительство в Санкт-Петербург, где получил затем назначение капельмейстера гвардейского и гренадерского корпусов и руководил обучением музыкантов всех гвардейских полков. Принял русское подданство, имел чин коллежского советника, орден Св. Владимира и был причислен к дворянству Санкт-Петербургской губернии.
Гаазе был лично хорошо известен императору Николаю I и по Высочайшему указанию нередко сочинял и аранжировал марши. Популярностью в Санкт-Петербурге пользовались инвалидные концерты, в которых Гаазе выступал в качестве дирижёра. Также в музыкальных кругах столицы был известен музыкальный салон Гаазе, располагавшийся в здании павильона около цирка Чинизелли и собиравший ядро русского музыкального общества, петербургскую Sing-akademie и многих музыкантов-любителей. В частности, постоянным посетителем салона Гаазе был Даргомыжский. Будучи знакомым с Виельгорским, Гаазе, игравший на многих инструментах, принимал участие в его музыкальных вечерах.
В дружеских отношениях с Гаазе состоял Адольф фон Гензельт, которому Гаазе помог устроиться в Санкт-Петербурге, когда он ещё совсем молодым человеком приехал из-за границы. Помощником Гаазе был А. А. Дерфельдт, занявший впоследствии его должность. В Санкт-Петербурге Гаазе завел типографию и издавал альбомы для военных музыкантов.  Был дружен с автором гимна «Боже, Царя храни!» А. Ф. Львовым, который использовал мелодию гимна из сочиненного Гаазе Преображенского марша.
В 1845 году в Санкт-Петербурге вышел «Военно-музыкальный альбом, посвященный войскам российской армии», изданный Гаазе и заключающий в партитуре, кроме гимна Львова, марши и аранжировки для военного хора. Некоторые из маршей Гаазе вошли в обиход даже германской военной музыки, как, например, Скорый Преображенский марш (с гимном Львова в «трио» марша), который в 1834 году был включен в немецкий каталог под номером AM II, 99 — «Marsch des Leib-Garde Preobraschenski Regiments» von Ferdinand Haase (или «Geschwindmarsch aus St. Petersburg vom Leib-Garde-Preobraschenski-Regiment»).
Умер 18 (30) октября 1851 года в Санкт-Петербурге. Погребен на Волковом лютеранском кладбище.

## Семья
- Жена — Елена Ивановна Линдберг
  - Дочь — Евгения Фёдоровна (1816—1906), замужем за генерал-лейтенантом Егором Христиановичем Альтфатером (1799—1862); их сын Михаил Егорович (1840—1918) — генерал от артиллерии, член Государственного Совета.
  - Дочь — Антонина Фёдоровна (1820—1900),  замужем за генералом от артиллерии Людвигом Ивановичем Драке (1802—1883)
  - Дочь — Елена Фёдоровна (1826—1910), замужем за Александром Францевичем Шульцем;
  - Сын — Фердинанд Фёдорович фон Гааз, женат на  Марии Иосифовне, урождённой Бусевич (Buzewitsch) (1848—1908)